# Qui a tué Daniel Pearl ?
Qui a tué Daniel Pearl ? est un livre de Bernard-Henri Lévy paru le 23 avril 2003 aux éditions Grasset.

## Résumé
Ce livre relate les derniers jours de Daniel Pearl, un journaliste américain, employé au Wall Street Journal en tant que responsable du bureau de l’Asie du Sud, chargé d’enquêter sur les activités d’Al-Qaïda au Pakistan, et qui fut enlevé à Karachi le 23 janvier 2002, puis égorgé et décapité le 1er février suivant par ses ravisseurs.
« Américain, juif et journaliste », Daniel Pearl aurait été assassiné pour deux raisons, selon Lévy : d’abord parce qu’il enquêtait sur les liens entre Al-Qaïda et les Services secrets pakistanais (ISI) ; ensuite parce qu’il s’intéressait aux relations entre Oussama Ben Laden et les scientifiques pakistanais qui travaillaient alors à la mise au point d’une force nucléaire.
Ce livre tient à la fois de l’enquête et du roman. Lévy l’appelle un « romanquête », c’est-à-dire une recherche fondée sur  « les faits » ; et, quand le réel se dérobe, d'une recherche fondée également sur « la part forcée de l'imaginaire », à la croisée du journalisme et de la littérature,.

## Accueil
Le livre est un « best-seller », selon Le Parisien, qui précise : « 129 200 exemplaires vendus en huit mois » en France.
« Où l’on découvre, derrière le BHL tapageur et médiatique, un enquêteur sincère et courageux. Qui rend hommage à un martyr en plongeant sa plume dans les ténèbres », constate François Granon, dans Télérama.
Qui a tué Daniel Pearl ? est « un livre qui se lit comme un polar », pour Jérôme Béglé, dans Paris Match. « Un travail unique, encore jamais mené en France. Au terme d’une année d’enquête, Bernard-Henri Lévy s’est fait Janus pour mieux se glisser dans la peau de deux personnages clés : la victime et le bourreau.
« Qui a tué Daniel Pearl ? est un magnifique acte de foi dans les pouvoirs de la littérature. Un livre incarné, un récit physique, écrit avec le corps autant qu’avec l’âme », selon Sébastien Le Fol, dans Le Figaro .
« Entre reconstitution romanesque et pure enquête, Bernard-Henri Lévy a voulu élucider le mystère de l’assassinat du journaliste américain Daniel Pearl par des islamistes pakistanais. De Karachi à Kandahar, New Delhi, Washington et Londres, une plongée au cœur des ténèbres », pour Marc Kravetz, dans Le Magazine littéraire .
« Un livre bouleversant, non pas tant sur le plan de l’écriture (limpide, sans afféterie, une très belle langue), mais parce que le projet, l’ambition pouvait, a priori, paraître démesurée. Car, en réalité, de quoi s’agit-il ? De répondre à la question suivante, cette interrogation qui hante Lévy, et tant d’autres, depuis bien des années déjà : « Comment ça marche, le démoniaque, aujourd’hui ? » remarque Maurice Szafran dans Marianne .
« Bernard-Henri Lévy est un drôle de type. Que diable va-t-il faire dans la galère pakistanaise ? L’assassinat horrible du journaliste américain Daniel Pearl le fascine, le meurtrier principal aussi. Il va, il vient, il enquête, prouve que l’islam est devenu un énorme business, frôle les services secrets, les déchiffre, et arrive à la conclusion que le terrorisme est une affaire d’Etat, tout près de la bombe atomique. Le Diable existe, dit-il », remarque Philippe Sollers, dans Le Journal du Dimanche.
« Autant l’écrire d’emblée : Qui a tué Daniel Pearl ? est un livre passionnant qui nous transporte au cœur d’une région du monde qui a commencé à écrire les chapitres essentiels de l’histoire du XXIe siècle », selon Jacques Moran, dans L’Humanité .
« Le livre de BHL sur Daniel Pearl ne pouvait qu’être vertigineux. Et le lecteur qui suivra l'auteur pas à pas au sommet de sa construction déductive y découvrira une perspective terrifiante », note Didier François dans Libération.
« Un travail d’une année où se mêlent réel et imaginaire, investigation et spéculation. Convaincant et dérangeant », signale Alain Frachon dans Le Monde,.
« C’est rare et cela mérite d’être souligné, Bernard-Henri Lévy semble faire l’unanimité avec son dernier livre Qui a tué Daniel Pearl ? », constate Bernie Stico dans France-Soir.
Le livre recueille tout de même quelques mauvaises critiques. Ainsi William Dalrymple dans Le Monde diplomatique déplore « l’amateurisme du travail de recherche effectué par son auteur » en l’accusant d’avoir écrit un ouvrage qui est « une véritable insulte à la mémoire d’un journaliste de qualité ».
À la suite de critiques du même genre publiées dans la presse américaine, Ruth et Judea Pearl, les parents de Daniel Pearl, écrivent dans une réponse au Los Angeles Times, parue en octobre 2003, à propos de Bernard-Henri Lévy : « nous applaudissons son courage, sa sincérité et les risques personnels qu’il a pris en retraçant les pas et en produisant le premier livre d’investigation sur le meurtre de notre fils ».

## Prix Daniel-Pearl
La Daniel Pearl Foundation (en), en association avec le Los Angeles Press Club (en), a attribué en mai 2023 le prix Daniel-Pearl à Bernard-Henri Lévy, « pour son courage et son intégrité dans le journalisme».
À cette occasion, Judea Pearl, le président de la Fondation, et par ailleurs un philosophe remarquable, a affirmé qu’il considére Bernard-Henri Lévy comme « un ami et un mentor » .

## Traduction
- Who Killed Daniel Pearl?, traduction par James X. Mitchell, 2003, Melville House Publishing (en),  (ISBN 0-9718659-4-9)[2],[13].